# Sesto Fiorentino
Sesto Fiorentino ist eine italienische Gemeinde mit 48.997 Einwohnern (Stand 31. Dezember 2023) im Großraum Florenz in der Region Toskana.

## Geographie
Sesto liegt nordwestlich von Florenz am Eingang in eine heute intensiv landwirtschaftlich und industriell genutzte Ebene, die Area vasta. In Verlängerung dieser Linie stößt man auf Prato und Pistoia. Die Nachbargemeinden sind Calenzano, Campi Bisenzio, Fiesole, Florenz und Vaglia.

## Geschichte
Das Gebiet ist seit 5000 Jahren besiedelt. Seit dem 7. Jahrhundert v .Chr. waren die Etrusker hier ansässig, die Grabanlagen la Montagnola und la Mula bezeugen dies.
Die Bezeichnung Sesto Fiorentino stammt aus römischer Zeit, gemeint ist die sechste Meile vom Zentrum von Florenz (Sextus ab urbe lapis) entlang der Hauptstraße, die schließlich nach Pistoia und Lucca führt.
Im Frühmittelalter entstanden die ersten Kirchen, unter denen die Pieve di San Martino die bedeutsamste ist.
1735 wurde von Carlo Ginori die namhafte Porzellanmanufaktur gegründet (Manifattura di Doccia), eine der ersten in ganz Europa.
In der Zeit nach dem Kriegsende ist Sesto stark gewachsen und mit dem urbanen Raum Florenz verschmolzen. Im Ortsteil Osmannoro gibt es eine bedeutende Ballung von Gewerbe und Dienstleistung, auch ein Teil der Universität Florenz hat hier ihren Campus.

## Sehenswürdigkeiten

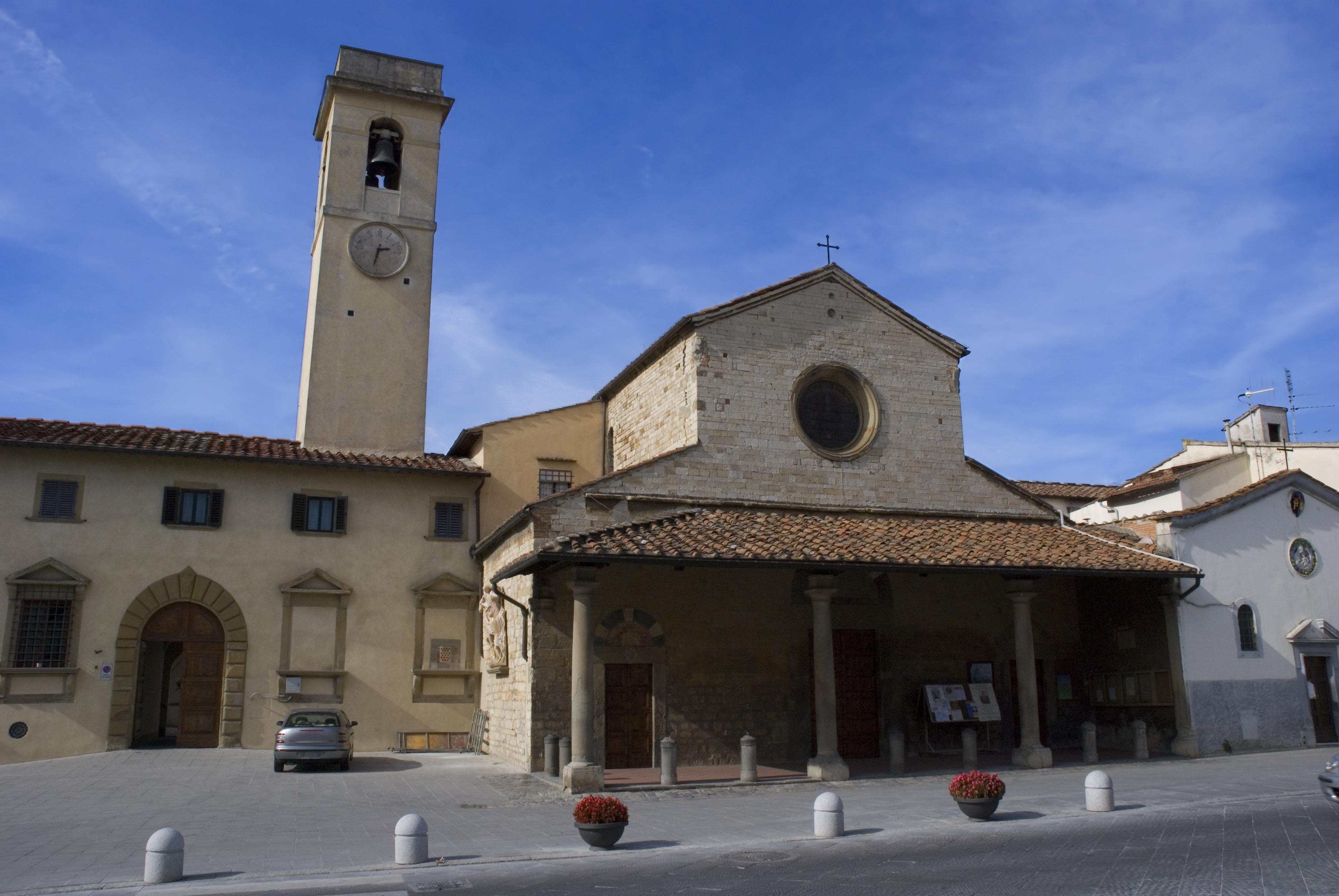
Die Kirche San Martino
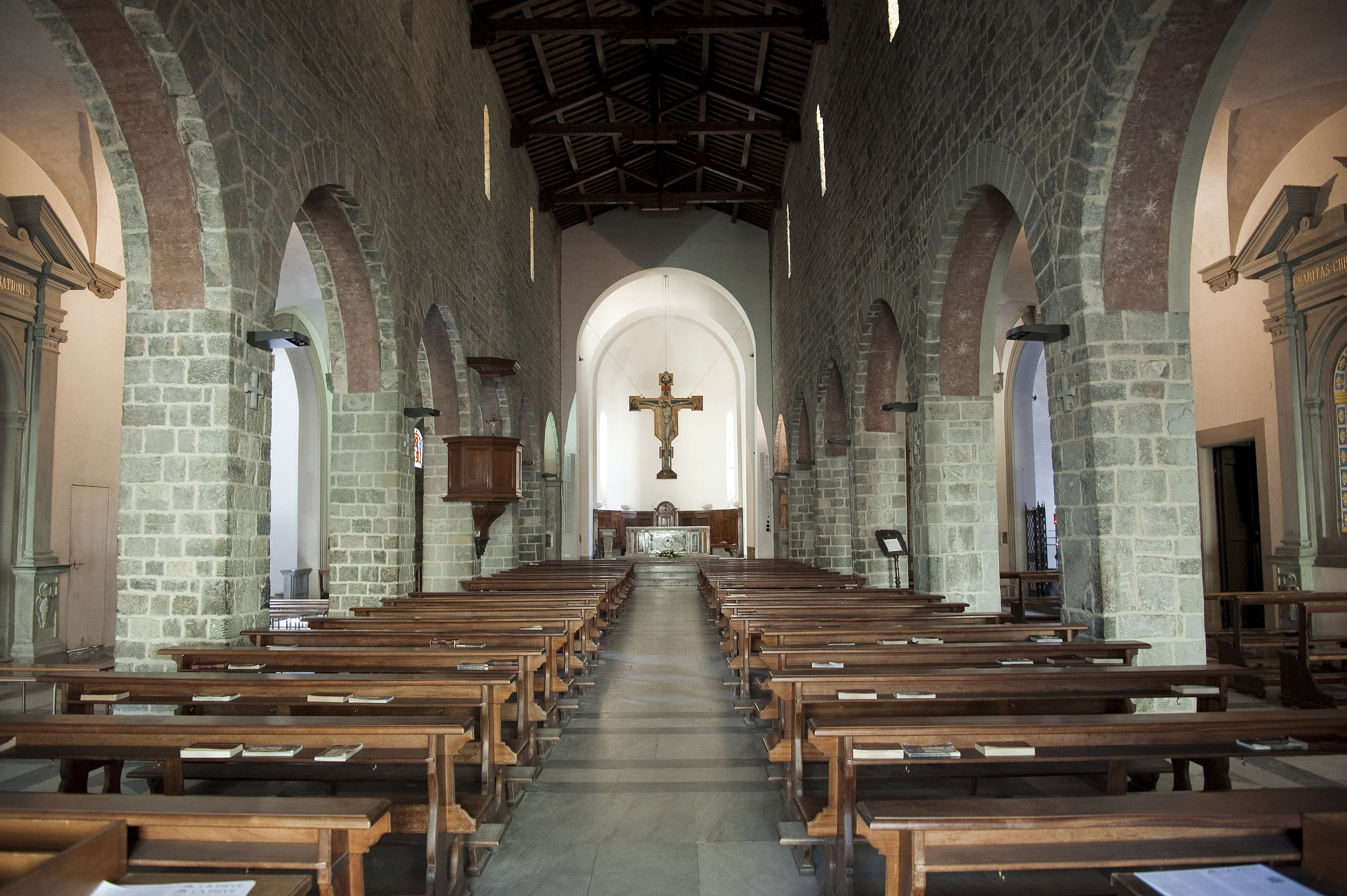
Blick zum Altar
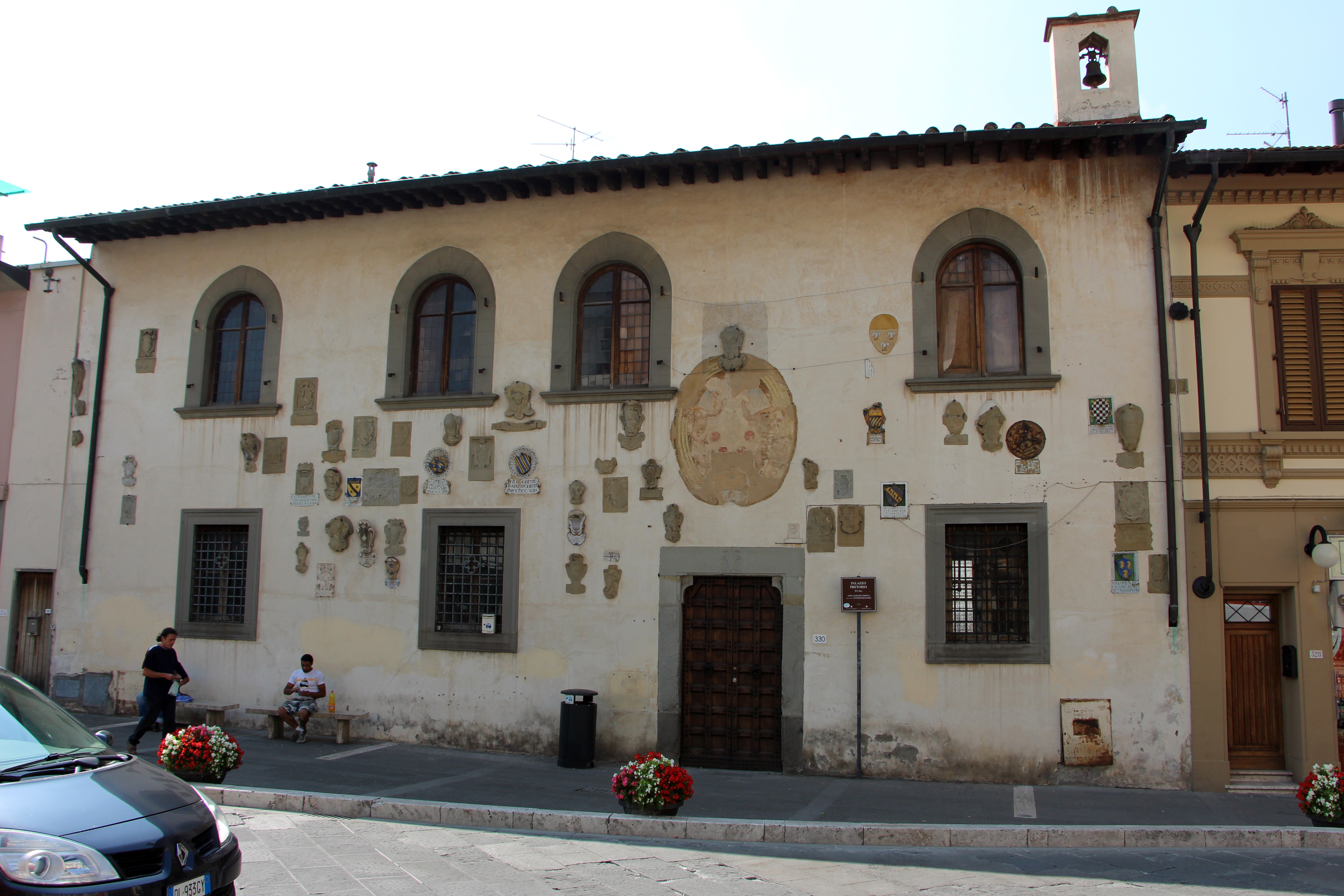
Palazzo Pretorio
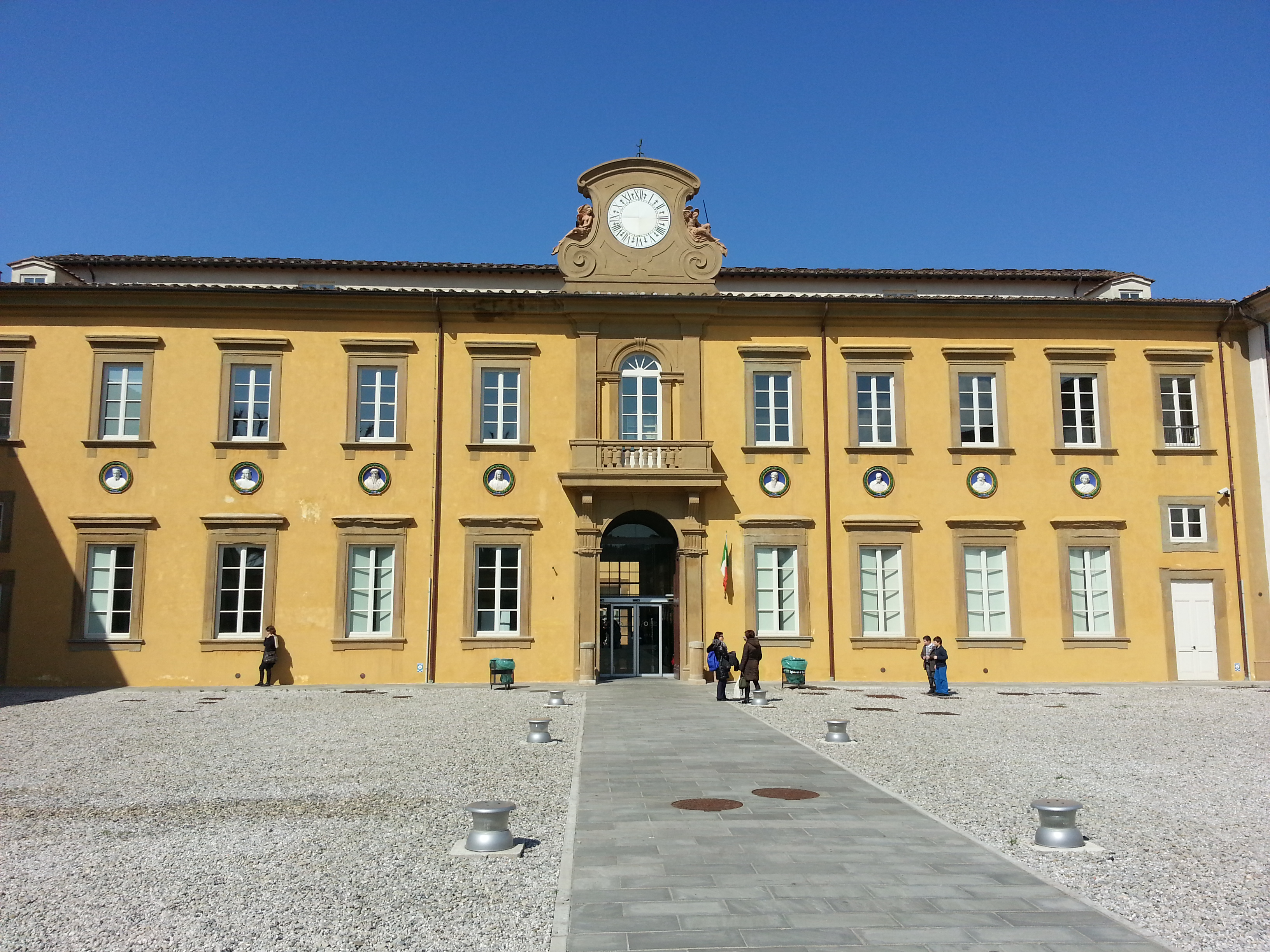
Biblioteca Ernesto Ragionieri
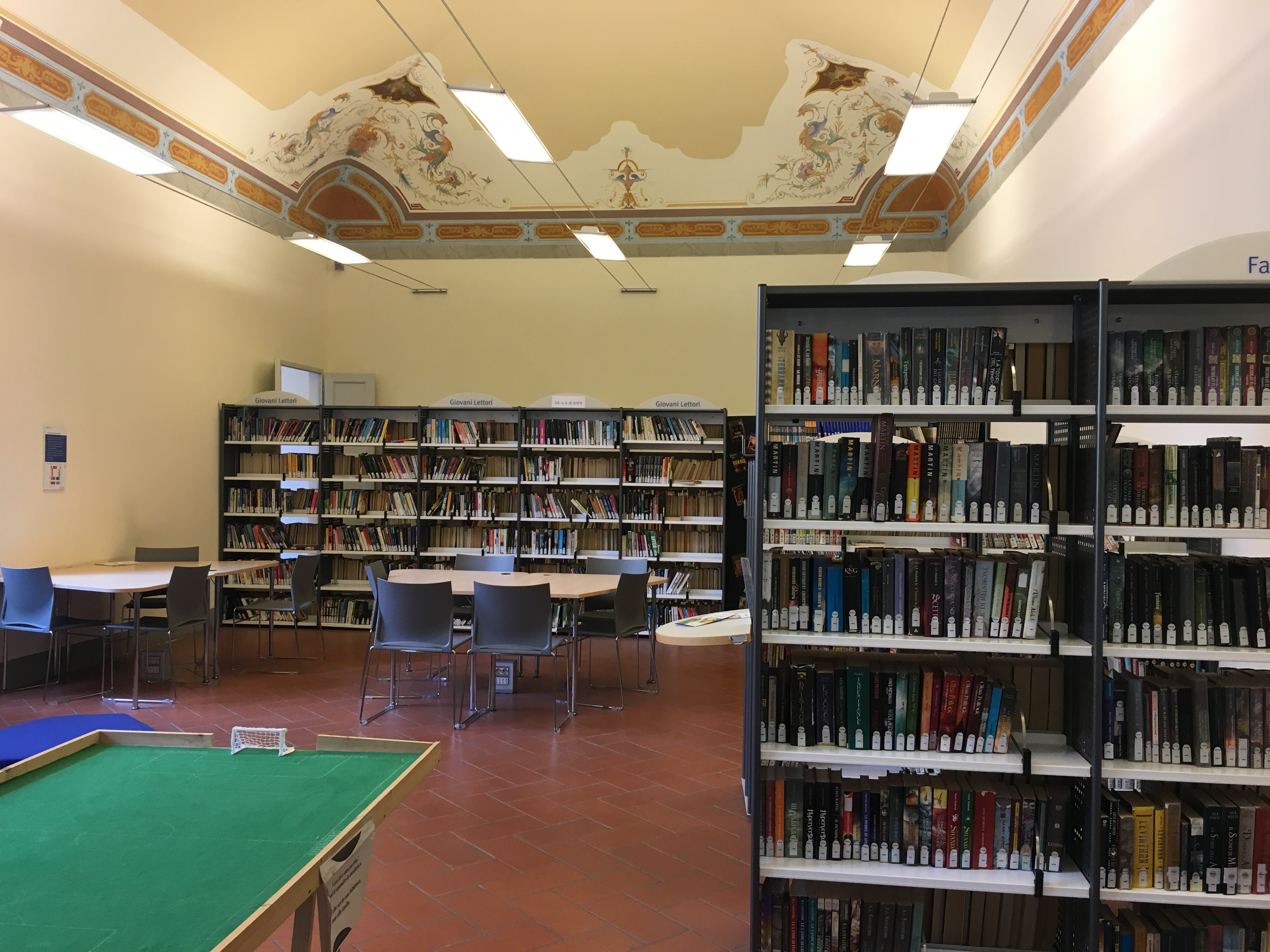
In der Bibliothek
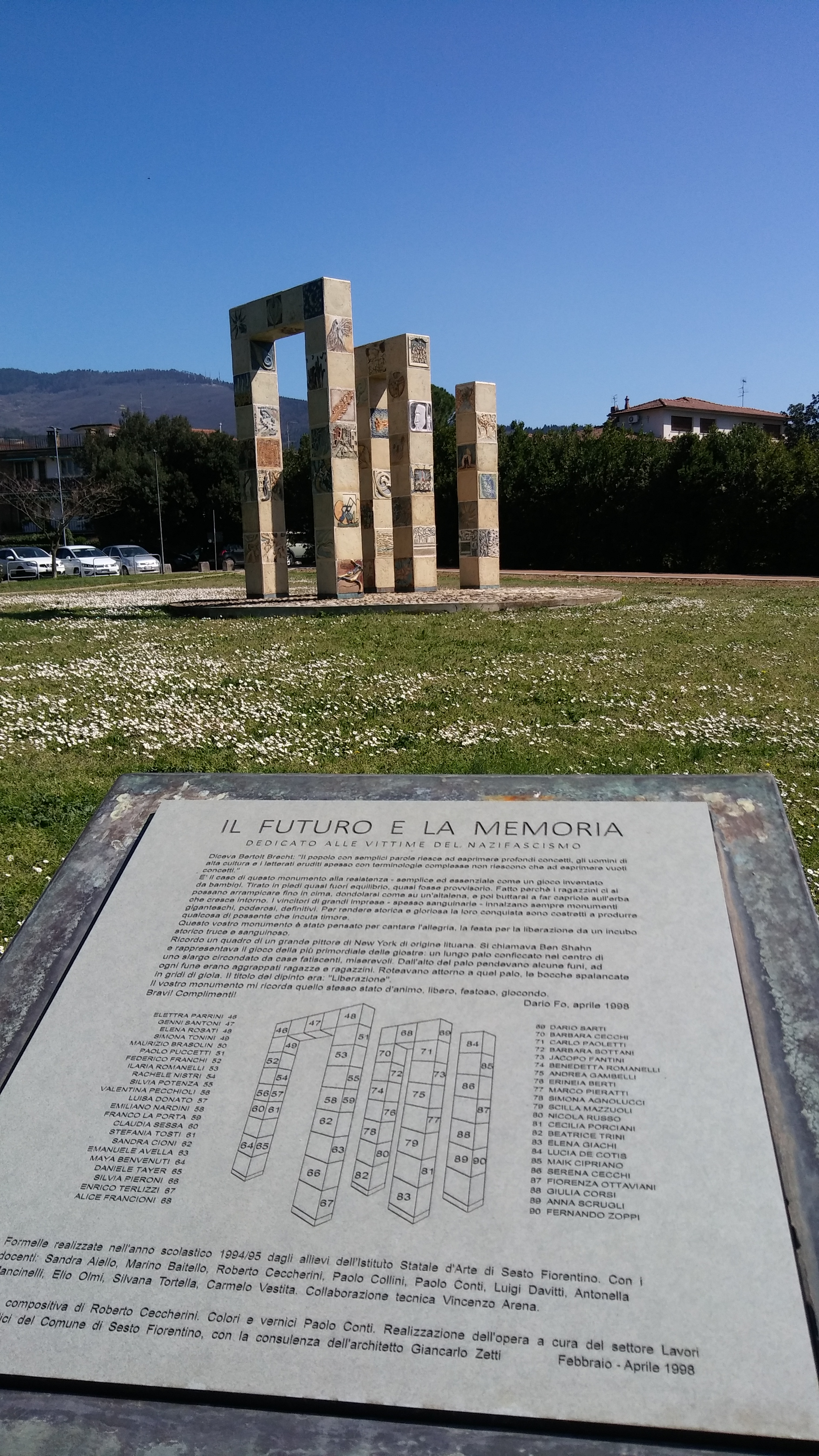
Denkmal „Die Zukunft und die Erinnerung“
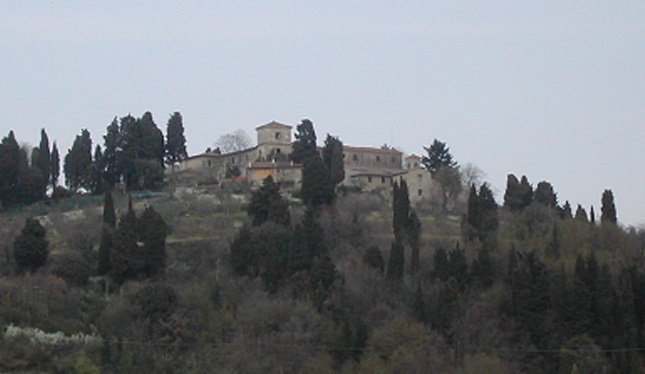
Castello di Castiglione

## Persönlichkeiten

### Söhne und Töchter der Gemeinde
- Pietro Bernini (1562–1629), Bildhauer, Maler und Restaurator
- Fosco Giachetti (1900–1974), Schauspieler
- Danilo Innocenti (1904–1949), Stabhochspringer
- Bruno Bartoletti (1926–2013), Dirigent
- Piero Tosi (1927–2019), Kostümbildner
- Niccolò Campriani (* 1987), Sportschütze

### Personen, die in der Gemeinde gewirkt haben
- Antonio Berti (1904–1990), Bildhauer; lebte zuletzt und starb hier
- Alfredo Martini (1921–2014), Radrennfahrer und Radsporttrainer; lebte und starb hier